# Quinchao (comuna)
Quinchao es una comuna de la zona sur de Chile perteneciente a la provincia de Chiloé, Región de Los Lagos. Abarca la mayor parte de la isla Quinchao —compartiendo parte de su superficie con la comuna Curaco de Vélez— y los grupos de islas formados por Alao, Apiao y Chaulinec, y el formado por Caguach, Linlín, Llingua, Meulín, Quenac y Teuquelín. Su capital comunal es el pueblo de Achao.

## Historia
La comuna fue creada por el Decreto Ley N° 2868 de 1979, durante el proceso de ordenamiento político-administrativo impulsado durante la dictadura cívico-militar. Es sucesora de la antigua comuna de Achao, que existió entre 1891 y 1979, y que en su máxima extensión llegó a abarcar las islas Chauques, Tac, Desertores y Chiloé continental.

## Geografía
La comuna abarca una superficie total de 157,7 km². Incluye la mayor parte de la isla Quinchao —que comparte su territorio con la comuna de Curaco de Vélez—, y también incorpora nueve islas cercanas: Alao, Apiao, Chaulinec, Cahuache (o Caguach), Linlín, Llingua, Meulín, Quenac y Teuquelín. Todas estas islas se encuentran dentro del golfo de Corcovado, al este de la Isla Grande de Chiloé, que separa el archipiélago chilote de Chile continental.

### Geomorfología
La comuna de Quinchao se encuentra emplazada en las unidades geomorfológicas de Planicie marina o fluviomarina y Llano central con tectónica de hundimiento.

### Clima
Presenta según la clasificación climática de Köppen clima templado lluvioso (Cfb) y clima templado lluvioso con leve sequedad estival (Cfb (s)).

### Hidrología
La comuna se halla en la cuenca hidrográfica de Islas de Chiloé y Circundantes. Además, la comuna posee diversos cuerpos de agua, entre los que se destacan el estero Pellú en la isla Apiao.

## Medio ambiente

### Componentes bióticos

Trazado simplificado de los ecosistemas y cuerpos de agua presentes en la comuna de Quinchao.

Dentro del territorio de la comuna se puede encontrar el siguiente ecosistema:
- Bosque siempreverde templado interior donde predominan Nothofagus nitida y Podocarpus nubigenus (Preocupación menor)

### Medidas de protección ambiental y conflictos socioambientales
Hasta 2022, la comuna de Quinchao cuenta con un área territorial destinada a la protección ambiental:
- Santuario de la Naturaleza Humedal Bahía de Quinchao (Santuario de la Naturaleza)[14]

## Demografía

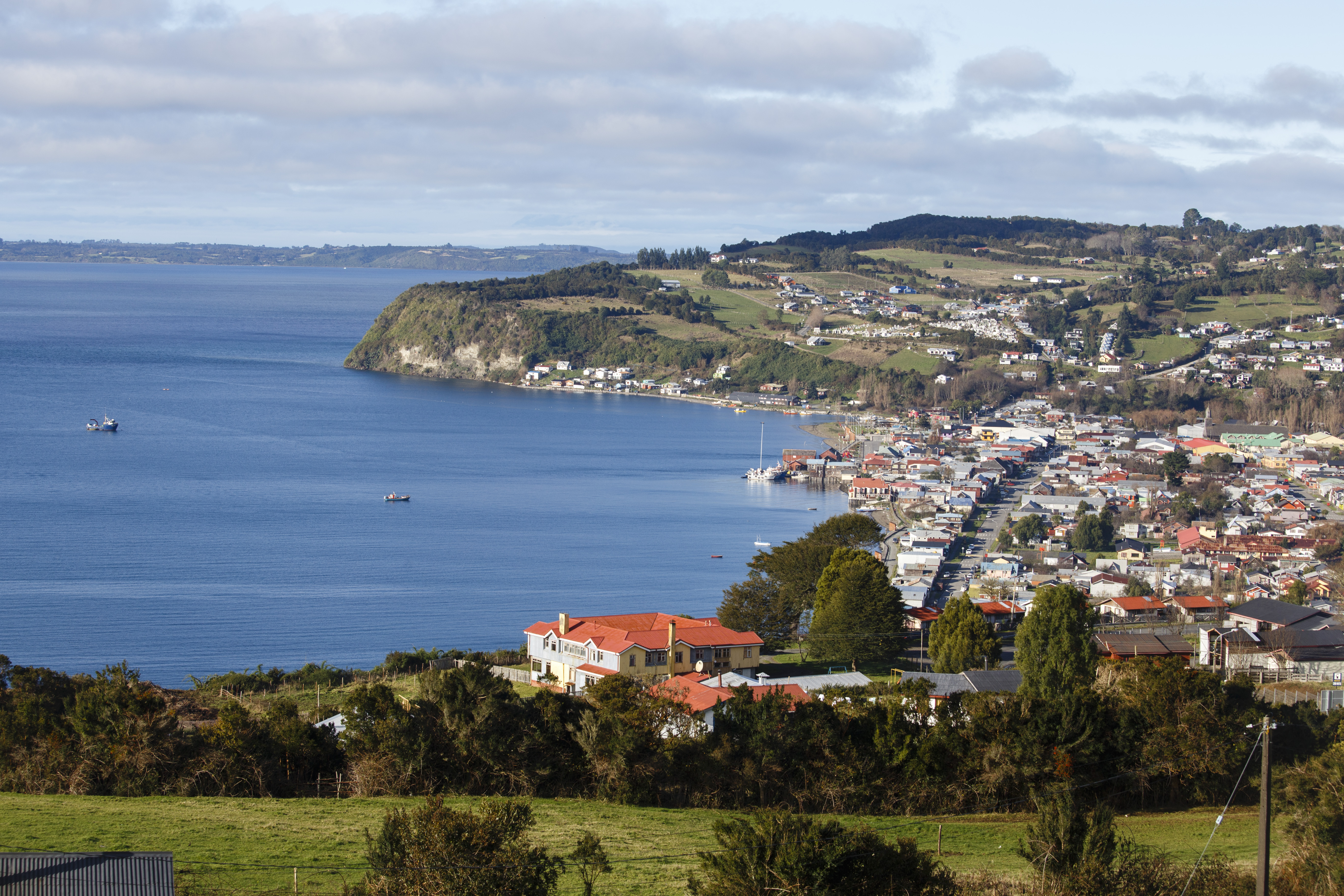
Panorámica de la capital comunal Achao, desde el mirador La Paloma, en 2017.

Según el censo de 2017, la comuna posee 8088 habitantes. El 39,7 % es población urbana, cuya totalidad se concentra en Achao. Las principales localidades son:
- Achao (3196 hab.)
- Villa de Quenac (100 hab.)
- La Capilla de Caguach (76 hab.)
- Villa de Chaulinec (50 hab.)
- Villa Quinchao (33 hab.)

| Isla      | Área (km²) | Hab. | Densidad |
| --------- | ---------- | ---- | -------- |
| Alao      | 8,86       | 334  | 37,7     |
| Apiao     | 12,07      | 621  | 51,4     |
| Caguach   | 9,85       | 309  | 31,4     |
| Chaulinec | 26,62      | 497  | 18,7     |
| Linlín    | 10,52      | 379  | 36,0     |
| Llingua   | 4,34       | 250  | 57,6     |
| Meulín    | 13,39      | 595  | 44,4     |
| Quenac    | 21,36      | 324  | 15,2     |
| Teuquelín | 0,69       | 32   | 46,4     |
| Quinchao  | 49,97      | 4734 | 94,7     |
| Total     | 157,67     | 8088 | 51,3     |

## Administración

### Municipalidad

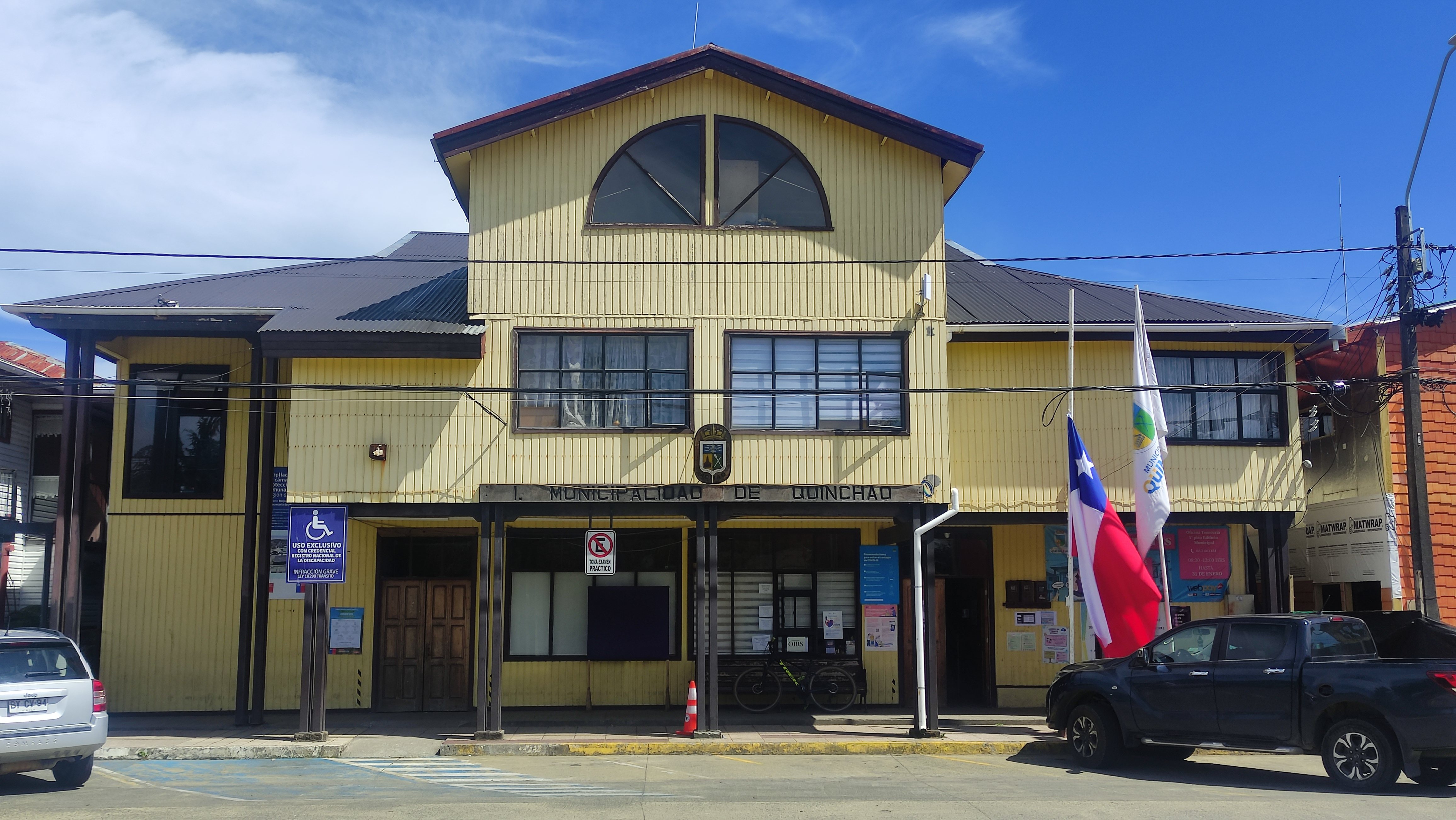
Edificio consistorial de la Municipalidad de Quinchao en 2024, ubicada en Achao.

La Municipalidad de Quinchao para el periodo 2021-2024 es dirigida por el alcalde René Garcés Álvarez (Independiente) y el concejo municipal conformado por los concejales:
- José Alfredo Ángulo Gómez (Renovación Nacional)
- Natalia Andrea Altamirano Ruiz (IND - Unidad Por el Apruebo PS PPD e IND)
- Arístides Cárdenas García (Partido Socialista de Chile)
- Luis Antonio Yáñez Ruiz (IND - Unidos Por la Dignidad)
- Alejandra María Lincovil Huichapani (Partido Demócrata Cristiano)
- Óscar Arístides Gallardo Calbuyahue (Partido Demócrata Cristiano)

### Representación parlamentaria
Quinchao forma parte de la Circunscripción Senatorial XIII y del Distrito Electoral 26. Es representada en la Cámara de Diputados del Congreso Nacional por los siguientes diputados:
- Mauro Daniel González Villarroel (Renovación Nacional)
- Fernando Bórquez Montecinos (IND - UDI)
- Alejandro Javier Bernales Maldonado (Partido Liberal de Chile)
- Héctor David Ulloa Aguilera (IND - Ciudadanos)
- Jaime Salvador Sáez Quiroz (Revolución Democrática)

En el Senado, la representan:
- Iván Moreira Barros (Unión Demócrata Independiente)
- Carlos Ignacio Kuschel Silva (Renovación Nacional)
- Fidel Espinoza Sandoval (Partido Socialista de Chile)

## Lugares de interés

### Iglesias patrimoniales
En esta comuna se ubican tres de las dieciséis iglesias de Chiloé declaradas Patrimonio de la Humanidad por la Unesco:
- La Iglesia de Santa María de Loreto o Iglesia de Achao
- La  Iglesia Nuestra Señora de la Gracia o Iglesia de Quinchao
- La Iglesia de Caguach

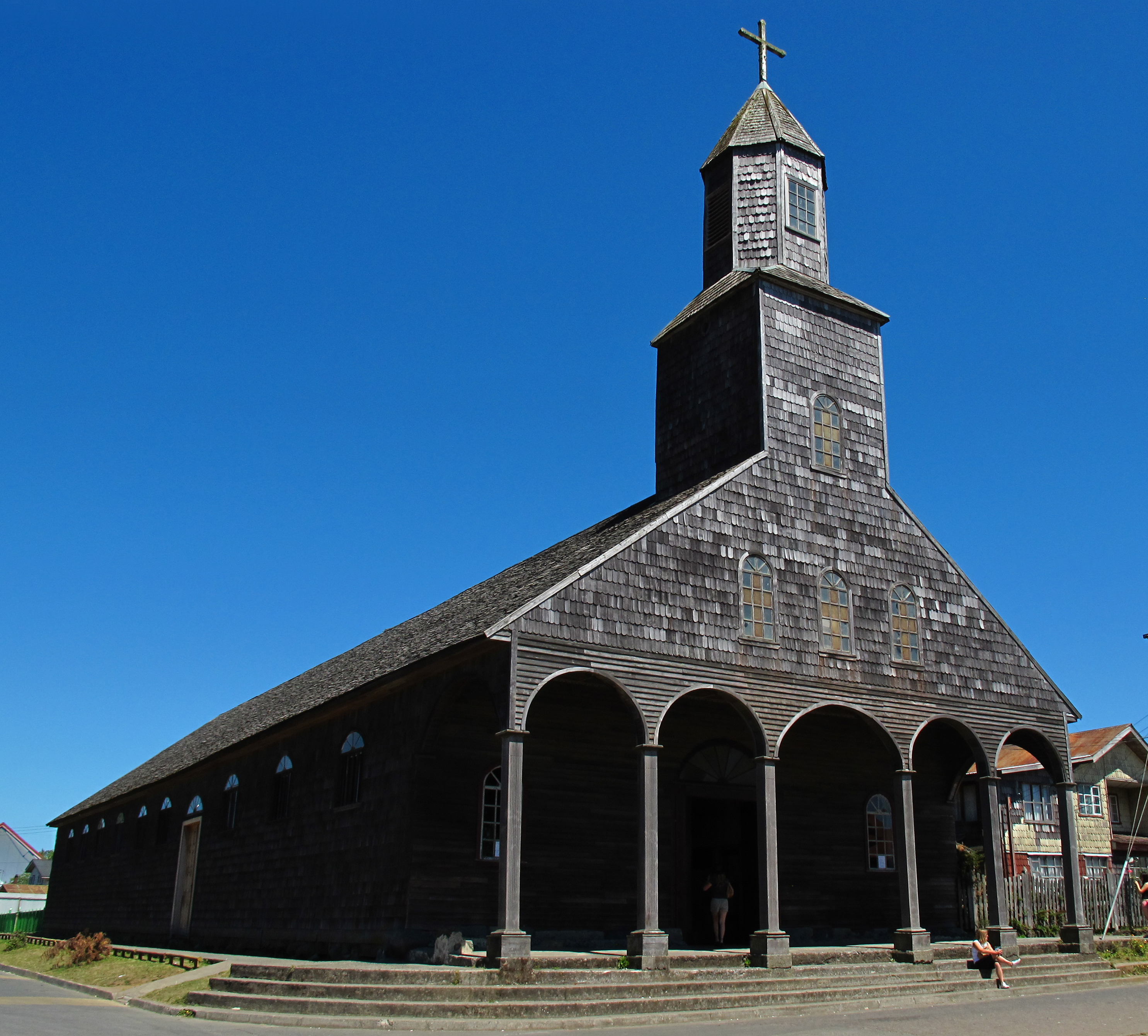
Iglesia de Achao.
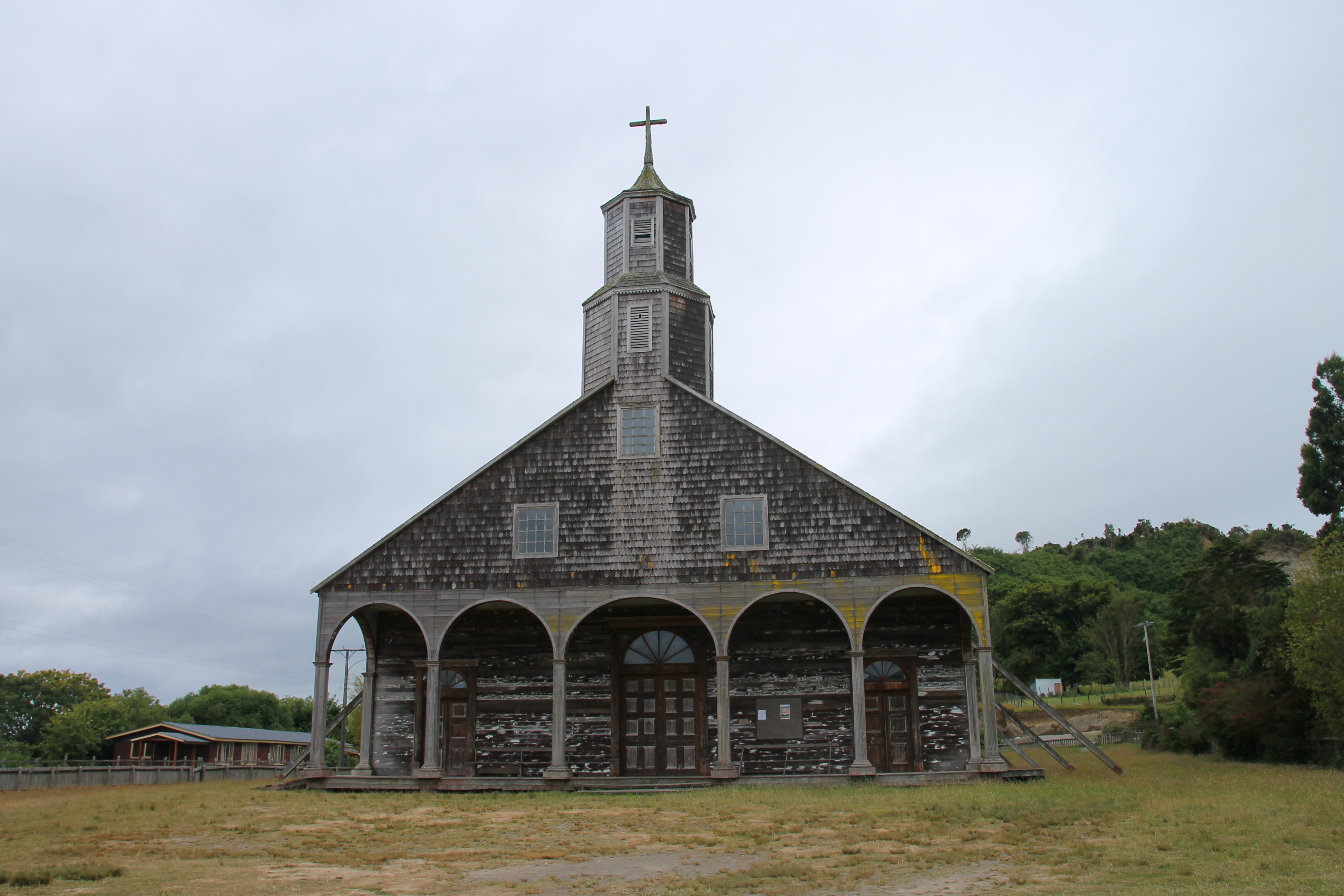
Iglesia de Quinchao.
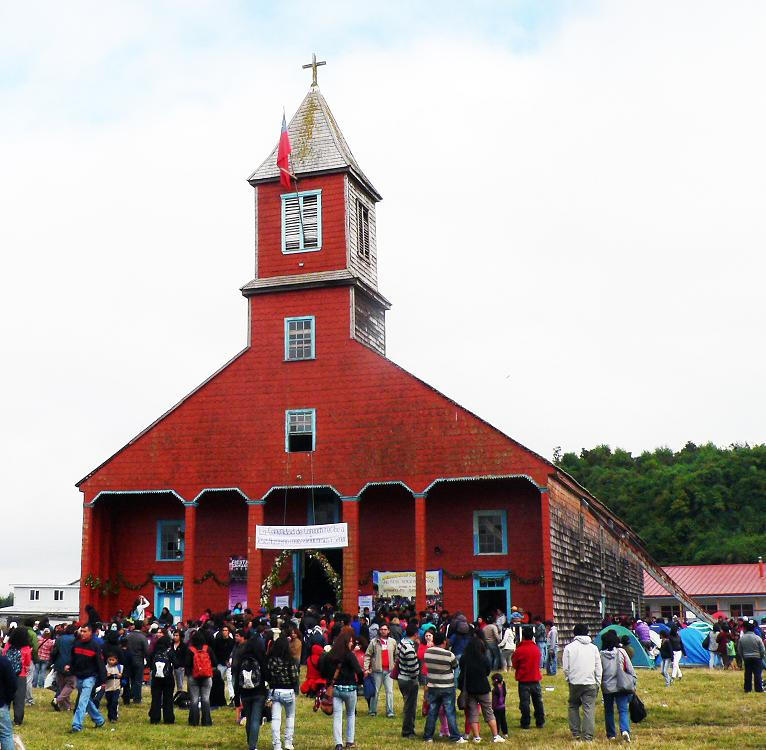
Iglesia de Caguach.

## Medios de comunicación

### Radioemisoras
FM
- 94.7 MHz - Radio Nahuel (local y provincial)
- 95.3 MHz - Radio Estrella del Mar (local y provincial)
- 102.5 MHz - Radio Insularina (Liceo Bicentenario Insular)
- 107.1 MHz - Radio Quenac (programación desde la Isla Quenac)

De igual manera se pueden captar diversas radios AM y FM provenientes de Dalcahue, Castro, Curaco de Vélez, Quemchi e inclusive de Ancud, algunas con dificultad y otras en buena recepción, dependiendo de ciertos lugares de la ciudad o de la comuna
Radios Online
- Radio Insularina
- Radio Nahuel (Sección Achao 94.7)

### Televisión
La única señal de televisión abierta que se emite en la comuna es TVN (Canal 8 análogo y 8.1 en TV Digital). De la misma forma que las radios, se podrán sintonizar los canales de televisión provenientes desde Castro, tanto análogas, como digitales, pero dependiendo de ciertos lugares de la ciudad o de la comuna

#### VHF
- 8 - TVN

#### TDT
- 8.1 - TVN HD
- 8.2 - NTV
- 8.31 - TVN One Seg

TV Cable
- Chiloé Red 25

#### IPTV
- Chiloé Red 25